# Medios dirigidos
Se le dice así a aquellos medios de comunicación que buscan optimizar el gasto publicitario de los anunciantes llevando su comunicación a segmentos específicos de su interés.
Se trata más de la forma de utilizar los medios que de los mismos medios en sí. De tal forma que, por ejemplo, un correo electrónico puede ser utilizado de forma interpersonal (cuando se le escribe a algún conocido), de forma masiva (también conocido como spam) o de forma dirigida (cuando se le envía específicamente a distintas personas interesadas la misma comunicación).
Entre los medios dirigidos más conocidos se encuentran:
- Revistas especializadas.
- Correo directo.
- Telemarketing.
- Digital Signage.
- Correo electrónico marketing.
- Publicidad en punto de venta.

En los Estados Unidos también se le conoce a los medios dirigidos como Out-of-Home Media (OOH Media) y se encuentran regulados y medidos por el POPAI.

## Características
- Eficiente y efectivo

Debe minimizar la inversión del costo por contacto de los anuncios. Por ejemplo, un CPM de un anuncio de televisión puede estar en centavos de dólar, sin embargo, si tu audiencia objetivo no corresponde con los 10 millones de personas que vieron dicho anuncio sino que sólo iba dirigido a una fracción tal vez de 2,000 personas, entonces tu costo puede subir arriba de los 100 dólares por contacto efectivo. Mientras tanto, tal vez llegando con correo directo habrías llegado a esas 2,000 personas con un costo de 1 dólar por contacto efectivo.
- Relevante

Los medios dirigidos deben utilizarse únicamente cuando sean relevantes para el mercado objetivo del anuncio. Esto es, que sea de interés en el momento, lugar o circunstancia donde se encuentren. Por ejemplo, en una clínica de obesidad, los anuncios relacionados con el cuidado del peso toman mucho mayor eficacia, ya que tienen que ver con la persona directamente.
- Medible

Los medios dirigidos deben ser medibles en todo momento, tanto en su eficiencia como en su efectividad. Una enorme diferencia con respecto a los medios tradicionales se encuentra en este punto, ya que cuentan con estadísticas fidedignas de efectividad y eficiencia que no pueden ser entregadas por los medios como la Televisión, radio, periódico, etc.

## Cómo crear medios dirigidos
Las empresas que venden medios dirigidos deben tomar en cuenta las siguientes características de uso:
- Objetivos del anunciante

Antes que ninguna otra cosa, debe saberse qué busca el cliente. No siempre son mayores ventas, a veces su objetivo puede estar en darse a conocer (empresas nuevas o programas gubernamentales), dirigirlos a una página web, etcétera.
- Mercado Objetivo del anunciante

Es indispensable tomar en cuenta y conocer quién es el cliente de nuestro cliente. Esto es, saber dónde se reúne, cuáles son sus gustos y aficiones o bien, dónde y a quién pide consejo antes de una compra.
- Medio a utilizar

Cada vez existen más medios de comunicación, así que las empresas de medios dirigidos deben elegir el medio que sea más efectivo (que logre los objetivos) y eficiente (al menor costo para el cliente) para alcanzar a la audiencia indicada. Para ello es necesario que estas características sean medibles.